# Allobates gasconi
Allobates gasconi е вид земноводно от семейство Aromobatidae.

## Разпространение
Видът е разпространен в Бразилия.